# Chun-ma
Chun-ma (K-SAM, kor. Pegaz) – współczesna południowokoreańska samobieżna wyrzutnia przeciwlotniczych pocisków rakietowych.